# 池下卓
池下 卓（いけした たく、1975年4月10日 - ）は、日本の政治家、税理士。日本維新の会所属の衆議院議員（2期）。大阪府議会議員（3期）を務めた。

## 来歴
1975年4月10日、大阪府高槻市山手町で誕生。誕生した日は、祖父の佐一郎が市議会議員選挙に当選した日であった。
高槻市立磐手小学校、高槻市立第八中学校、大阪府立高槻北高等学校を経て、龍谷大学卒業、同大学大学院修了。
大学院修了後、経理専門学校で簿記・税務の講師となり、その後、大阪市西区の税理士法人に税理士として所属し、 高槻市内の小野晃嗣税理士事務所にも所属していた  。
2011年4月の大阪府議会議員選挙に高槻市・三島郡選挙区から大阪維新の会公認で立候補し、47,027票を獲得し、同選挙区内で得票数1位となり初当選。
2015年の府議会議員選挙では、52,245票を獲得し、得票数1位で2選。
2019年の府議会議員選挙では、30,439票を獲得し、同地域で衆議院議員を務めた松浪健太に1位当選の座を譲ったものの、得票数2位となり3選。
2020年12月16日、日本維新の会が次期衆院選大阪10区に池下を擁立すると発表。
2021年10月5日付で、大阪府議会議員を辞職。同月31日の衆院選で80,932票を獲得して小選挙区で初当選した。対立候補である立憲民主党の辻元清美と自由民主党の大隈和英は比例復活できず、議席を失った。
2024年の第50回衆議院議員総選挙では、立憲民主党の尾辻かな子に比例復活を許したものの再選。

## 政策・主張

### 憲法
- 憲法改正について、2021年のアンケートで「賛成」と回答[13]。
- 改正すべき項目として「自衛隊の保持を明記する」「憲法裁判所を設置する」と主張[13]。
- 憲法9条への自衛隊の明記について、2021年のアンケートで「どちらかといえば賛成」と回答[14]。
- 憲法を改正し緊急事態条項を設けることについて、2021年の毎日新聞社のアンケートで回答しなかった[15]。

### 外交・安全保障
- 「他国からの攻撃が予想される場合には敵基地攻撃もためらうべきではない」との問題提起に対し、2021年のアンケートで「どちらかといえば賛成」と回答[13]。
- 「北朝鮮に対しては対話よりも圧力を優先すべきだ」との問題提起に対し、2021年のアンケートで「どちらかと言えば賛成」と回答[13]。
- 普天間基地の辺野古移設について、2021年のアンケートで「どちらかといえば賛成」と回答[13]。
- 徴用工訴訟などの歴史問題をめぐる日韓の関係悪化についてどう考えるかとの問いに対し、2021年の毎日新聞社のアンケートで「より強い態度で臨む」と回答[15]。
- 日本の防衛力の強化について、2021年のNHKのアンケートで「どちらかといえば賛成」と回答[14]。
- 核兵器禁止条約について、2021年のNHKのアンケートで「オブザーバー参加すべき」と回答[14]。

### ジェンダー
- 選択的夫婦別姓制度の導入について、2021年の朝日新聞社のアンケートでは「どちらとも言えない」と回答[13]。2021年のNHKのアンケートでは「どちらかといえば賛成」と回答[14]。
- 同性婚を可能とする法改正について、2021年の朝日新聞社のアンケートでは「どちらとも言えない」と回答[13]。2021年のNHKのアンケートでは回答しなかった[14]。「同性婚を制度として認めるべきだと考るか」との2021年の毎日新聞社のアンケートに対し、「認めるべきだ」と回答[15]。
- 「LGBTなど性的少数者をめぐる理解増進法案を早期に成立させるべきか」との問題提起に対し、2021年のアンケートで「賛成」と回答[13]。
- クオータ制の導入について、2021年の毎日新聞社のアンケートで「反対」と回答し[15]、同年のNHKのアンケートで回答しなかった[14]。

### その他
- 森友学園への国有地売却をめぐる公文書改竄問題で、2021年5月6日、国は「赤木ファイル」の存在を初めて認めた[16]。しかし5月13日、菅義偉首相はファイルの存在を踏まえた再調査を行わない考えを報道各社に書面で示した[17]。9月の自民党総裁選挙で総裁に選出された岸田文雄も10月11日、衆議院本会議の代表質問で再調査の実施を否定した[18]。国の対応をどう考えるかとの同年の毎日新聞社のアンケートに対し、選択肢以外の回答をした[15]。
- 「原子力発電への依存度について今後どうするべきか」との問題提起に対し、2021年のアンケートで「下げるべき」と回答[14]。
- 2017年から2021年の自公連立政権の施策について、「あまり評価しない」と回答[14]。
- 政府の一連の新型コロナウイルス対応について、「あまり評価しない」と回答[14]。
- 政府の新型コロナウイルスワクチン接種をめぐる一連の対応にいて、「ある程度評価する」と回答[14]。
- 新型コロナウイルスの感染拡大防止策としての都市封鎖を可能とする法整備について、「どちらかといえば賛成」と回答[14]。
- ワクチン接種者の行動制限の緩和について、「どちらかといえば賛成」と回答[14]。
- 新型コロナウイルス対策として、時限的に消費税率を引き下げることについて、「必要」と回答[14]。
- プライマリーバランスを2025年度に黒字化する政府目標の先延ばしについて、「やむを得ない」と回答[14]。

## 人物
- 卓の祖父・佐一郎、父・節夫ともに高槻市議会議員を務めた政治家の一家に育ち、幼少期より政治に関心を持っていた[4]。
- 小学生の頃に、父の活動を見て政治家になる決意したという[2][4]。
- 磐手小学校在学中、児童会長を務めた[2]。
- 第八中学在学中、生徒会役員を2期務めた[2]。この頃の友人とは今も交流が深いという[2]。
- 第八中学校、高槻北高校在学時は器械体操部に所属していた[2]。これにより、心身ともに鍛えられたと語っている[2]。
- 税理士となったのは、政治家になる前に世間を知り、経済の実情を知るためであった[2][4]。
- 趣味は読書、茶道、自転車[2]。
- 山手町に生まれ育ったが、現在は古曽部町に在住している[2]。

## 不祥事
- 2022年1月5日、池下の政治団体が、池下の父から事務所を無償提供されたにもかかわらず、政治資金収支報告書に記載していなかったことが文春オンラインで報じられた。本来は家賃相当額を記載する必要があり、父からの別の寄付金と合算すると政治資金規正法が定める上限額を超え、同法に抵触する可能性がある。池下は「必要があれば報告書を修正する」としている[19]。同年11月30日、大阪地検特捜部は、政治資金規正法違反の疑いで告発された池下らを不起訴処分とした。不起訴の理由は明らかにしていない[20]。
- 2023年9月、高槻市議だった男性2人を市議の任期中に法律で定められた手続きをせずに公設秘書として採用していたことが明らかになった[21][22]。2人が兼職していた期間はそれぞれ約4カ月～約1年半。国費で給与がまかなわれる公設秘書の兼職は、国会議員秘書給与法で原則禁止されている。議員が許可すれば認められる例外規定があるが、池下側は同法で義務付けられた「兼職届」を衆議院議長に提出していなかった。池下は取材に秘書の兼職を認め、「2人とも休日返上で秘書としても一生懸命働いており、報酬面の問題はない」とし、2人の採用理由については「初当選し秘書を探す中、国会議員秘書の経験があり地元を知る人を雇いたかった」と説明した[22]。池下の事務所は「届け出書類の提出を忘れていた。情けないミスで本当に反省している」と陳謝した[21]。一方、池下の事務所は「国会議員要覧」を発行している民間の出版社に対して、兼職状態が解消されるまでの間は公設秘書名を空欄のまま提出しており、識者からは「隠していたとの疑念を持たれても仕方がない」（岩井奉信日本大学名誉教授）との指摘も受けた[23]。同月18日、維新の藤田文武幹事長はこの問題で池下を口頭で注意したことを明らかにした[24]。
- 2023年10月、池下の後援会が2021年の衆院選時に大阪府歯科医師連盟などの政治団体から受けた寄付計7件43万円を政治資金収支報告書に記載していなかったことが報じられた。池下の事務所は「後援会に対する寄付で領収書も発行していたが、池下卓の選挙への寄付として誤って計上していた」としており、このうちの1件については候補者本人や後援会への寄付が禁止されている団体からの寄付として計上していたほか、寄付を受けた日付を1カ月近く誤ったりした例もあるなどずさんな会計処理が明らかとなった[25]。

## 選挙歴
| 当落 | 選挙                     | 執行日         | 年齢 | 選挙区                 | 政党         | 得票数    | 得票率 | 定数 | 得票順位 /候補者数 | 政党内比例順位 /政党当選者数 |
| ---- | ------------------------ | -------------- | ---- | ---------------------- | ------------ | --------- | ------ | ---- | ------------------ | ---------------------------- |
| 当   | 2011年大阪府議会議員選挙 | 2011年4月10日  | 36   | 高槻市及び三島郡選挙区 | 大阪維新の会 | 4万7027票 | ーー   | 5    | 1/7                | /                            |
| 当   | 2015年大阪府議会議員選挙 | 2015年4月12日  | 39   | 高槻市及び三島郡選挙区 | 大阪維新の会 | 5万2245票 | ーー   | 4    | 1/5                | /                            |
| 当   | 2019年大阪府議会議員選挙 | 2019年4月7日   | 43   | 高槻市及び三島郡選挙区 | 大阪維新の会 | 3万439票  | ーー   | 4    | 2/6                | /                            |
| 当   | 第49回衆議院議員総選挙   | 2021年10月31日 | 46   | 大阪府第10区           | 日本維新の会 | 8万932票  | 40.32% | 1    | 1/3                | /                            |
| 当   | 第50回衆議院議員総選挙   | 2024年10月27日 | 49   | 大阪府第10区           | 日本維新の会 | 7万9621票 | 44.13% | 1    | 1/3                | /                            |